# Delegado Olim
Antonio Assunção de Olim (São Paulo, 11 de setembro de 1958), mais conhecido como Delegado Olim, é um advogado, delegado da Polícia Civil de São Paulo e político brasileiro, filiado ao Progressistas (PP).

## Biografia
Formado em direito pela universidade FMU, trabalhou em diversos setores da polícia civil desde delegacias de polícia territorial nas periferias de São Paulo, até departamentos especializados como o DEIC, DENARC, DHPP, DECAP e Delegacia do Aeroporto. Um dos casos mais relevantes da carreira do Delegado Olim foi a investigação sobre a morte da advogada Mércia Nakashima, em 2010. A investigação precisa foi fundamental para elucidar o caso.
Nas eleições de 2014, Delegado Olim, resolve se lançar candidato a uma cadeira na Assembléia Legislativa do Estado de São Paulo, sendo eleito no pleito realizado em 5 de outubro, recebendo 195.932 votos, o 5º candidato mais bem votado. Olim lançou em 2016, o livro "Proteja-se!", onde relata sua experiência como delegado, onde busca ajudar o cidadão a se defender.
Nas eleições de 2018, foi reeleito deputado estadual com 161.569 votos. Em 2022 foi eleito para um terceiro mandato na ALESP, com 201.348 votos.